# My Life Is a Party
My Life Is a Party ist ein Lied des deutschen Dance-Trios Italobrothers, das am 27. Juli 2012 als 14. Single des Trios veröffentlicht wurde. Die Veröffentlichung erfolgte über das deutsche EDM-Label Kontor Records. Das Lied lässt sich dem Musikstil Hands up zuordnen und verwendet im Refrain ein Melodiesample des Liedes Dragostea din tei der moldawisch-rumänischen Boygroup O-Zone aus dem Jahre 2003.

## Hintergrund

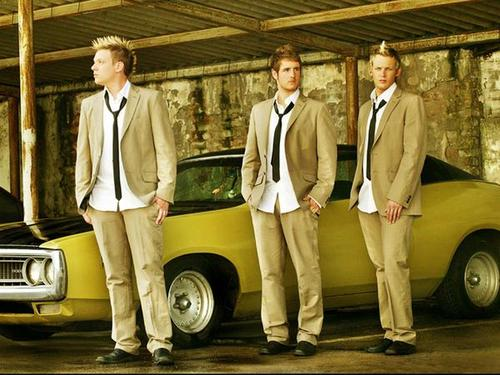
Italobrothers

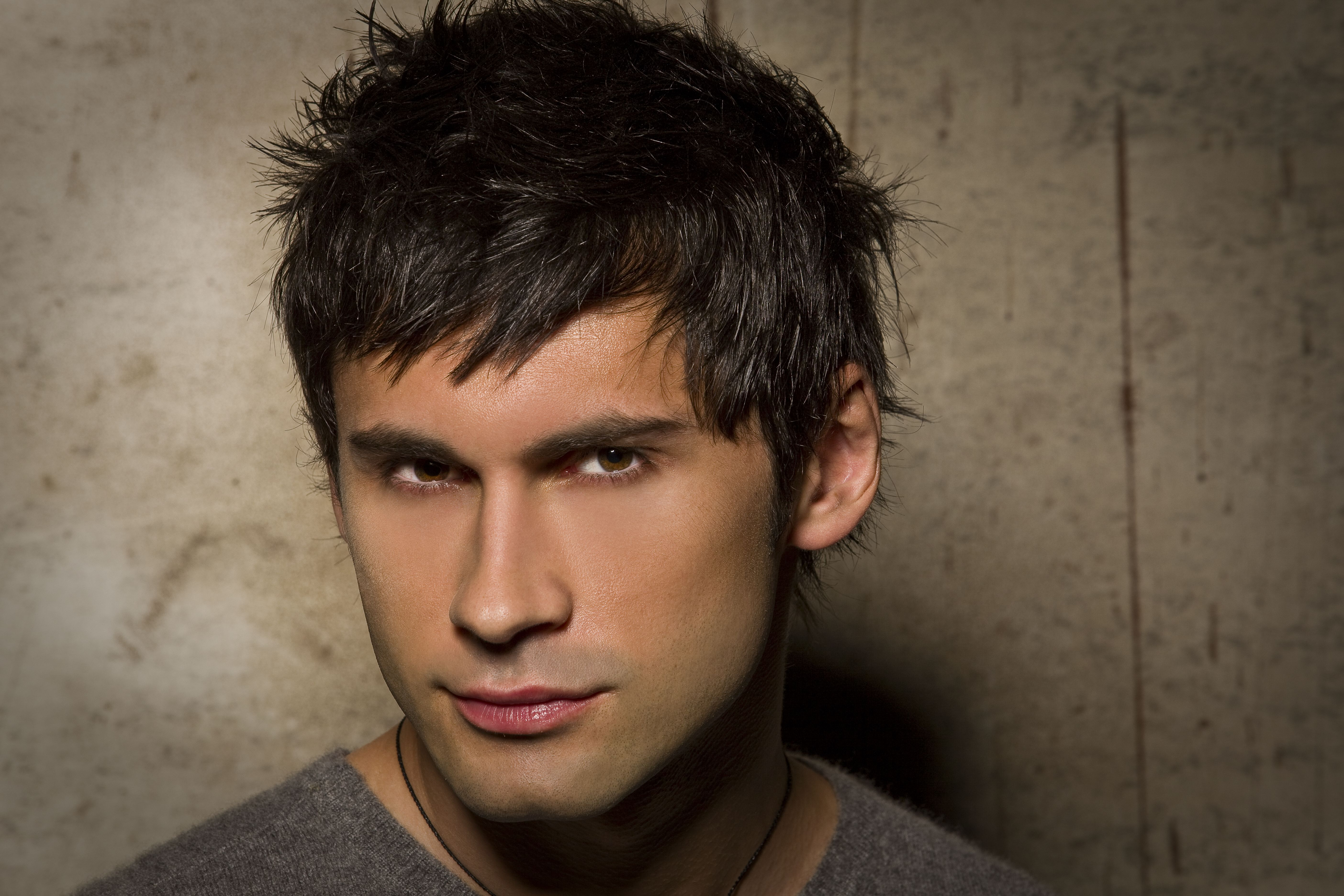
Dan Bălan, Songwriter des Originals, Dragostea din tei

My Life Is a Party wurde von Kristian Sandberg, Mathias Metten und Zacharias Adrian, den Mitgliedern der Italobrothers geschrieben, komponiert und produziert. Für den Refrain des Liedes nutzten sie ein Melodiesample des Liedes Dragostea din tei der moldawisch-rumänischen Boygroup O-Zone aus dem Jahre 2003, das von Manör Sevan alias Utopia und Dan Bălan geschrieben wurde. Nachdem das Trio mehrere Jahre beim deutschen Musiklabel Zooland Records unter Vertrag stand, unterzeichneten sie einen weiteren Vertrag mit dem Label Kontor Records. My Life Is a Party stellt ihre erste Veröffentlichung dar, die über beide Label erschien.
Parallel zu Originalversion wurde ein Remix des deutschen DJ- und Produzenten-Duos R.I.O. veröffentlicht. Hierfür sang Metten das Lied erneut ein. Diese Version diente insbesondere der Vermarktung des Liedes über Kompilationen, im Radio sowie auch der Nutzung im offiziellen Musikvideo.

## Musikvideo
Das offizielle Musikvideo wurde am 25. Juli 2012 auf dem offiziellen YouTube-Kanal des Labels Kontor Records hochgeladen. Das Video ist 3:43 Minuten lang. Für das Video wurde der Remix vom Dance-Projekt R.I.O. als Hintergrundmusik verwendet. Das Video beginnt mit zwei Szenen, die abwechselnd gezeigt werden. In der einen werden die beiden Bandmitglieder Mathias Metten und Zacharias Adrian in einem Kleinbus gezeigt und in einer anderen werden die Flaggen der Städte gezeigt, die im Songtext erwähnt werden. Zum Refrain hin werden nur noch Metten und Adrian im Bus gezeigt. Die beiden fahren immer weiter über eine Landstraße und gabeln immer wieder junge Frauen und einen Opa auf. Nachdem sie quer durch die schöne Landschaft gefahren sind, kommen sie an einem Strand an. Alle steigen aus, und Adrian, der DJ des Trios, holt sein Mischpult aus dem Partybus und passend zur Musik beginnt er darauf zu spielen. Der Opa kommt immer mit einem Gehstock und hämmert darauf rum. Adrian stört es nicht, und zum Ende des Liedes sitzen alle in einer Runde und eine junge Frau tanzt mit ihrem Freund. Zum Schluss wird gezeigt, wie Kristian Sandberg, das dritte Bandmitglied, eine Postkarte, auf der eine Yacht gezeigt wird, aus dem Briefschlitz seiner Haustür holt. Er guckt einmal kurz auf die Rückseite, und ein Grinsen huscht über sein Gesicht. Das Video wurde nach drei Tagen über 450.000 mal aufgerufen.

## Versionen und Remixe
| #  | Version / Remix         | Länge |
| -- | ----------------------- | ----- |
| 1. | Radio Edit              | 3:12  |
| 2. | Extended Mix            | 4:54  |
| 3. | R.I.O. Edit             | 5:00  |
| 4. | Club Mix                | 5:03  |
| 3. | Ryan T. & Rick M. Remix | 5:00  |
| 4. | Whirlmond               | 5:05  |

## Rezeption

### Chartplatzierungen
In Deutschland stieg My Life Is a Party auf Platz 43 in die Top 100 ein. In Österreich stieg er bis in die Top 20 und landete auf Rang 18, womit er dort am erfolgreichsten war. In der Schweizer Hitparade war er lediglich eine Woche auf dem 62. Platz zu finden.
| ChartsChartplatzierungen | Höchstplatzierung | Wochen |
| ------------------------ | ----------------- | ------ |
| Deutschland (GfK)        | 43 (4 Wo.)        | 4      |
| Österreich (Ö3)          | 18 (17 Wo.)       | 17     |
| Schweiz (IFPI)           | 62 (1 Wo.)        | 1      |

### Auszeichnungen für Musikverkäufe
| Land/Region     | Auszeichnungen für Musikverkäufe (Land/Region, Auszeichnung, Verkäufe) | Verkäufe |
| --------------- | ---------------------------------------------------------------------- | -------- |
| Dänemark (IFPI) | Platin                                                                 | 90.000   |
| Insgesamt       | 1× Platin ·                                                            | 90.000   |

### Auszeichnungen für Musikstreaming
| Land/Region     | Auszeichnungen für Musikverkäufe (Land/Region, Auszeichnung, Verkäufe) | Verkäufe |
| --------------- | ---------------------------------------------------------------------- | -------- |
| Dänemark (IFPI) | Gold                                                                   | 900.000  |
| Insgesamt       | 1× Gold ·                                                              | 900.000  |